# Wenceslao Roces
Wenceslao Roces Suárez (Soto de Agües, 3 de febrero de 1897-Ciudad de México, 28 de marzo de 1992) fue un jurista, historiador, traductor y político español, miembro del Partido Comunista de España.

## Biografía
Licenciado en Derecho con Premio Extraordinario por la Universidad de Oviedo en 1919, un año más tarde, en la Universidad Central de Madrid, ganó el Premio Extraordinario de Doctorado con su tesis titulada «El caso fortuito en el derecho de obligaciones». Las excelentes calificaciones le permitieron acceder a una beca de la Junta para Ampliación de Estudios con la que marchó a Alemania para completar su formación y en donde trabajó junto a Rudolf Stammler.
De vuelta a España en 1922, ganó la cátedra de Instituciones de Derecho Romano en la universidad de Salamanca con apenas treinta años. El golpe de Estado del general  Primo de Rivera, que dará lugar a la Dictadura, le sorprende en la Universidad. Amigo personal de Miguel de Unamuno, con quien se solidariza, la salida al exilio de este se corresponderá con su destierro en febrero de 1924 y la pérdida de la cátedra. Activo durante la Dictadura, debió limitar su trabajo a algunas colaboraciones en las revistas jurídicas especializadas de Europa y Latinoamérica al tiempo que dedica sus esfuerzos en la traducción de obras de Filosofía del Derecho, Derecho Romano y Derecho Político.
Su inclinación al marxismo no le privan de ser crítico en los análisis de algunas cuestiones y suyas serán las traducciones de las más prestigiosas obras jurídicas de crítica científica como las de Rudolf Stammler. Pero al mismo tiempo cofunda la editorial Cenit con la que traducirá al español buena parte de las obras de los autores marxistas, desde Karl Marx (de cuyo El capital fue el primer traductor al castellano) a Rosa Luxemburgo en la colección Biblioteca Carlos Marx.

## Actividad política
El final de la Dictadura y del reinado de Alfonso XIII permitirá a Roces iniciar una febril actividad política. Miembro del Partido Comunista de España, colabora en la creación del PCE en Madrid y se integra en el Frente Antifascista, en la Unión de Escritores y Artistas Proletarios y en Socorro Rojo Internacional, al tiempo que ve la luz su traducción del Manifiesto del Partido Comunista.

### Revolución de Asturias
La revolución de 1934 le lleva a Asturias, desde donde se exilió en la Unión Soviética (había sido cofundador de la Asociación de Amigos de la Unión Soviética) para no regresar a España hasta la victoria del Frente Popular en las elecciones de febrero de 1936.

### Guerra Civil
Durante la Guerra Civil, fue nombrado Subsecretario del Ministerio de Instrucción Pública y Bellas Artes, al tiempo que colaboró en buscar el apoyo de Francia a la República durante la guerra. El periodista Xuan Cándano lo describe como «ortodoxo y obediente a las órdenes de Moscú» durante esta época. Algunas investigaciones lo sitúan como uno de los responsables de la desaparición durante la guerra del primero anarquista y luego trotskista Andreu Nin.
Fue responsable del traslado de los cuadros del Museo del Prado fuera de España. Al final de la contienda, se exilia de nuevo, esta vez en Francia, para viajar casi de inmediato a Hispanoamérica.
La depuración como catedrático, sin lugar a proceso contradictorio alguno, se produjo mediante Orden Ministerial en febrero de 1939, junto a otros catedráticos:

... se separa definitivamente por ser pública y notoria la desafección de los catedráticos universitarios que se mencionarán al nuevo régimen implantado en España, no solamente por sus actuaciones en las zonas que han sufrido y en las que sufren la dominación marxista, sino también por su pertinaz política antinacionalista y antiespañola en los tiempos precedentes al Glorioso Movimiento Nacional. La evidencia de sus conductas perniciosas para el país hace totalmente inútiles las garantías procesales que, en otro caso constituyen la condición fundamental en todo enjuiciamiento, y por ello, este Ministerio ha resuelto separar definitivamente del servicio y dar de baja en sus respectivos escalafones a los señores: Luis Jiménez de Asúa, Fernando de los Ríos Urruti, Felipe Sánchez Román y José Castillejo Duarte, catedráticos de Derecho; José Giral Pereira, catedrático de Farmacia; Gustavo Pittaluga Fattorini y Juan Negrín López, catedráticos de Medicina; Blas Cabrera Felipe, catedrático de Ciencias; Julián Besteiro Fernández, José Gaos González Pola y Domingo Barnés Salinas, catedráticos de Filosofía y Letras, todos ellos de la Universidad de Madrid. Pablo Azcárate Flórez, Demófilo de Buen Lozano, Mariano Gómez González y Wenceslao Roces Suárez, catedráticos excedentes de Derecho
Orden del 4 de febrero de 1939, Ministerio de Educación Nacional.

### Expolio en el Museo Arqueológico
El 4 de noviembre de 1936, justo antes de que el gobierno republicano se trasladara a Valencia ante la previsible caída de Madrid —que finalmente no se produjo—, se presentó en el Museo Arqueológico el Subsecretario del Ministerio de Instrucción Pública, Wenceslao Roces, acompañado de un representante de la Junta de Incautación de Obras de Arte, Antonio Rodríguez Moñino, y algunos guardias nacionales republicanos y milicianos. El director, Francisco Álvarez-Ossorio, y el conservador del Gabinete Numismático, Felipe Mateu y Llopis, recibieron orden gubernamental de entregar al Ministerio los tesoros y los objetos más importantes de oro y plata, muy especialmente la colección de monedas. El personal del Museo se resistió ejecutando la orden con toda la lentitud que pudo y escondiendo parte de la colección, con grave riesgo personal.
Las monedas fueron incautadas sin realizar una relación detallada, sino que simplemente se contaron y pesaron por series, introduciéndose en sacos, a pesar de que Mateu solicitó reiteradamente el inventariado completo, lo cual impidió Rodríguez Moñino. La labor, suspendida de madrugada, concluyó al día siguiente. Wenceslao Roces hizo un simple recibo sin mayores detalles por las monedas al peso.
Las monedas de oro incautadas fueron, en total, según el acta de entrega, 2796: 58 griegas, 830 romanas, 297 bizantinas, 322 visigodas, 585 árabes, 94 españolas medievales y modernas, 111 francesas y portuguesas, 432 extranjeras sin determinar, y 69 medallas, con un peso total de 15.908 g, sin contar las 242 monedas árabes y las 322 visigodas, que no se pesaron.
Posteriormente las colecciones de monedas acabarían embarcando en el yate «Vita» con destino a México. Allí se hizo cargo de ellas Indalecio Prieto, principal responsable del exilio republicano en aquel país y enfrentado al presidente del gobierno republicano español, el también socialista Juan Negrín. Entonces se perdió la pista de las monedas, sin que jamás se haya aclarado su destino. Ninguno de los responsables quiso nunca dar cuenta de los hechos.

### Exilio
A partir de este momento su actividad política se reduce en beneficio de la intelectual. Una vez instalado en México en 1942, y tras un breve paso por las universidades de Santiago de Chile y La Habana, comenzó a trabajar con el Fondo de Cultura Económica para la traducción de diversos textos jurídicos e históricos, al tiempo que era nombrado profesor de Derecho Romano e Historia de Roma por la Universidad Nacional Autónoma de México, para ocupar también, con posterioridad, la plaza de profesor de Historia de Grecia en la Facultad de Filosofía y Letras.

### Regreso
Durante la transición política regresó a España en 1977, una vez legalizado el Partido Comunista. Fue elegido Senador por Asturias en las elecciones de 1977 en la candidatura unitaria Para un Senado Democrático. No obstante, su avanzada edad y las dificultades consiguientes para dedicarse plenamente a la actividad política le hicieron renunciar al escaño pocos meses después. Regresó entonces a México, donde falleció en 1992.

## Traductor
De su inmensa obra como traductor del alemán, del francés y del ruso (en numerosas ocasiones junto a José Gaos y Eugenio Imaz), aparte de buena parte de los textos y autores que componen la colección Biblioteca Carlos Marx, merecen destacarse sus contribuciones a difundir en español las obras de autores como Ernst Bloch, Ernst Cassirer, Eli Filip Heckscher, Egon Erwin Kisch, Wilhelm von Humboldt, Rudolf Stammler, Georg Wilhelm Friedrich Hegel (fue el primer traductor de su Fenomenología del espíritu), Alexandre Koyré, Fernand Braudel, Jacob Burckhardt, Victor Prosper Considerant, Heinrich August Aemilius Danz, Wilhelm Dilthey, Johann Gustav Droysen, Hermann Duncker, Friedrich Engels, Ernst Fischer, Hans Albrecht Fischer, Georg Friederici, Ludwig Friedländer, Oskar Georg Fischbach, Ernst Glaeser, Ferdinand Gregorovius, Johan Huizinga, Werner Jaeger, Hans Kelsen, Theodor Kipp, F. V. Konstantinov, Paul Lafargue, Otto Lenel, Vladimir Lenin, Gustav Mayer, Robert von Mayr, Franz Mehring, Adolf Merkel, Theodor Mommsen, Paul Oertmann, Gustav Radbruch, Leopold von Ranke, Erich Maria Remarque, Erwin Rohde, Mark M. Rosental, Rudolph Sohm, Vladimir Gordeevich Sorin, Philipp Spitta, Iósif Stalin, Rudolf Stammler, Max Stainitzer, John Addington Symonds, Wilhelm Szilasi, León Trotski, Andreas von Tuhr, Wilhelm Windelband, Clara Zetkin y Stefan Zweig.

## Honores y distinciones recibidos
- Profesor emérito de la Universidad Nacional Autónoma de México. (1969)
- Premio Universidad Nacional Autónoma de México de Docencia en Humanidades (1985)
- Orden del Águila Azteca (1980)
- Doctor honoris causa por la UNAM y por la Universidad Michoacana de San Nicolás de Hidalgo.

## Obras más importantes
- Roces, Wenceslao (1920). El caso fortuito en el derecho de obligaciones, tesis de doctorado. Universidad de Central de Madrid, Facultad de Derecho.
- Roces, Wenceslao (1924). «Creación de un Seminario de Estudios Jurídicos en la Universidad de Salamanca». RGLJ 145: 714-717.
- Beylj, Grigorii; Panteleev, L. (1930). La república de los vagabundos. Prólogo por Wenceslao Roces. Madrid: Cenit.
- Feine, E. (1930). Las sociedades de responsabilidad limitada. Prólogo por Wenceslao Roces. Madrid: Logos.
- Lasalle, Ferdinand (1931). ¿Qué es una Constitución?, con una Introducción Histórica de Franz Mehring. Prólogo por Wenceslao Roces. Madrid: Cenit.
- Marx, Karl; Engels, Friedrich (1932). El manifiesto comunista. Introducción histórica por Wenceslao Roces, Notas por D. Riazanof. Madrid.
- Roces, Wenceslao (1941). El camino de la riqueza. Hechos y doctrinas. Cuatro conferencias pronunciadas en la Institución Hispano-Cubana de Cultura, de la Habana, en enero-febrero de 1941. Habana.
- Roces, Wenceslao; Manzano, Veneranda G. (1943). La cultura y la sanidad en España bajo el Franquisimo.
- Marx, Karl (1945). Historia crítica de la teoría de la plusvalía. Prólogo por Wenceslao Roces, 3 vols. México: FCE.
- Roces, Wenceslao (1951). Algunas consideraciones sobre el vicio del modernismo en la historia antigua. México: UNAM.
- Roces, Wenceslao (July 1972). Necesidad de actualizar la enseñanza del Derecho Romano. Derecho Romano y marxismo. II Congreso interamericano de Derecho Romano. UNAM.
- Roces Suárez, Wenceslao (1973). Homenaje a Chile y a Pablo Neruda.
- Roces, Wenceslao (1977). La cultura de nuestro tiempo y los problemas de la Universidad.